# Derk Jan van der Wijck
Derk Jan van der Wijck, heer van De Klencke (Goor, huis Stoevelaar, 9 april 1760 – Oosterhesselen, huis De Klencke, 9 december 1847) was een Nederlands bestuurder en rechter.

## Biografie

### Familie
Van der Wijck werd geboren als telg uit het geslacht Van der Wyck en zoon van Jan Hendrik van der Wyck, heer van Stoevelaar (1731-1809) en Maria Brouwer (1732-1788). Van der Wijck trouwde in 1784 met Martina Theodora Agatha des H.R.Rijksbarones von Inn- und Kniphausen, telg uit het adellijke geslacht Von Innhausen und Kniphausen, dochter van Haro Caspar des H.R.Rijksbaron von Inn- und Kniphausen, heer van de Klencke en Oosterhesselen (1733-1809), en in 1825 met Louiza Isabella Antonia van der Feltz (1778-1847), telg uit het adellijke geslacht Van der Feltz. Uit het eerste huwelijk werden elf kinderen geboren, onder wie burgemeester jhr. mr. Hendrik Jan Leopold van der Wyck (1792-1860).

### Loopbaan
Van der Wijck was student te Lingen en te Leiden, en hij promoveerde te Harderwijk in 1802. Daarna was hij advocaat.
Zijn eerste huwelijk bracht hem op De Klencke, waar hij onder meer belast was met de zorg voor het landgoed. Hij werd daarbij een leidende figuur in de patriottenbeweging in de regio, onder meer door het oprichten van de 'Kweekschool van Regten en privilegien' en van de Vaderlandsche Sociëteit in Sleen. Het bracht hem in conflict met de drost van Drenthe, Van Heiden-Reinestein, die zich met de Pruisische inval in 1787 gesterkt zag om maatregelen tegen de 'volksberoerder' te treffen. Op 20 december 1787 werd Van der Wijck het recht ontnomen om ten landdage te compareren of lid van de Etstoel te zijn; tevens volgde verbanning uit Drenthe, waarop hij vertrok naar havezate Het Laar in Laar (Grafschaft Bentheim), net over de grens bij Coevorden.
Door de komst van de Fransen en de vlucht van Willem V naar Engeland, in 1795, kon Van der Wijck terugkeren. Van 1795 tot 1796 was hij lid van de vergadering van provisionele representanten van Drenthe, en van 1796 tot 1797 gedeputeerde ter en lid van de Eerste Nationale Vergadering. Daarna vervulde hij vanaf 1799 nog verschillende rechterlijke functies in Drenthe en Overijssel alvorens lid te worden van de municipale raad van Dalen. Na 1801 verdween hij uit de politiek, om zich verder te wijden aan de Drentse jurisdictie. In 1811 werd hij benoemd tot rechter in de rechtbank Assen.
In 1811 werd Van der Wijck bij Frans Keizerlijk besluit benoemd tot Baron de l'Empire. In 1814 werd hij benoemd in de Ridderschap van Drenthe, hetgeen hij zou blijven tot zijn overlijden, waarmee hij en zijn nageslacht tot de Nederlandse adel gingen behoren met het predicaat van jonkheer dan wel jonkvrouw.
Na het overlijden van zijn echtgenote, in 1809, behield Van der Wijck het vruchtgebruik van De Klencke, tot in 1820 de kinderen het moederlijk erfgoed scheidden, maar hij bleef er ook nadien wonen. Jhr. mr. D.J. van der Wijck overleed op De Klencke op 87-jarige leeftijd.
- Biografisch Portaal: 43008145
- Parlement.com: vg09llxk72d5